# Era Thuria
En el universo de ficción de Robert E. Howard y sus relatos de espada y brujería, la Era Thuria es un periodo histórico ficticio que terminó hace aproximadamente 20.000 años, cuando existía un gran continente llamado Thuria (también a menudo denominado continente thurio). Dicha época precede a la Era Hiboria cronológicamente y es en ella donde se desenvuelven las aventuras de los relatos protagonizados por Kull de Atlantis.

## Geografía e historia de Thuria
El continente thurio tiene dos grados de sociedad claramente diferenciados. Los reinos civilizados por un lado y las tierras bárbaras por otro. Los reinos civilizados están todos situados sobre el continente mismo mientras que las tierras bárbaras se sitúan sobre todo en las islas que se encuentran al oeste (Atlantis y, más al oeste aún las Islas Pictas) y al este del continente (el archipiélago formado por la gran isla de Lemuria y las islas más pequeñas que la rodean).
Sobre el continente los principales reinos civilizados son Commoria, Grondar, Kamelia, Thule, Valusia y Verulia. Estos países gozan de culturas refinadas y bien organizadas, mientras que en las islas la cultura está mucho más atrasada y no ha alcanzado el mismo nivel de civilización. Sin embargo, con el paso del tiempo los reinos del continente entraron en una fase de decadencia y poco a poco los pueblos bárbaros empezaron a inmigrar en Thuria. Con el tiempo algunos bárbaros se convirtieron en generales importantes e incluso en reyes, como fue el caso de Kull de Atlantis, que acabó convirtiéndose en rey de Valusia.
En el relato de Kull El reino de las sombras se mencionan otros reinos, aunque casi no se da ningún dato sobre ellos. Estos son Mu, Kaa-u, Farsun, Zarfhaana y Thurania. Además se menciona que existen civilizaciones no humanas, o prehumanas, que anteceden a la existencia de la humanidad y que viven en Thuria y otras zonas colindantes.

## El fin de la Era Thuria
Tal como Howard lo describe en su ensayo La Edad Hiboria la ficticia Era Thuria acabó cuando un gran cataclismo modificó profundamente la geografía thuria. El continente no cambió esencialmente, pero se produjo el hundimiento completo de la isla de Atlantis así como el hundimiento de la mayor parte del archipiélago lemurio. Las Islas Pictas emergieron de las aguas, fusionándose en un único continente, el actual continente americano.
Con el fin de la Era Thuria empezó la llamada Era Hiboria, en la que los supervivientes de los aniquilados reinos thurios formaron un imperio, el imperio de Acheron, que acabó desmembrándose formando los reinos hiborios. Los Atlantes supervivientes se refugiaron en el continente, donde, instalados en el norte, formaron poco a poco la cultura bárbara de los cimmerios. Los lemurios supervivientes, al este, también se refugiaron en el continente, pero fueron esclavizados por los pueblos que habitaban esa parte de Thuria. Siglos más tarde se rebelaron y formaron los reinos hirkanios (Lemuria, Khitai, Hirkania y algunos otros) y el reino de Turan. En cuanto a los pictos supervivientes, se dividieron en dos grupos migratorios: unos se quedaron en el nuevo continente occidental, formando con el tiempo las actuales poblaciones amerindias, mientras que otros se instalaron en el noroeste de Thuria, lindando con las tierras cimmerias y conservando el nombre de pictos hasta tiempos históricos.